# Desaparición de Martin Allen
Martin Allen (Londres, 19 de octubre de 1964) es un joven británico que desapareció en noviembre de 1979, a los 15 años de edad.

## Antecedentes
Martin Allen y sus hermanos crecieron en un piso de protección oficial en Hornsey, donde su madre era secretaria en la escuela primaria de Tufnell Park. Cuando Martin tenía 12 años, su padre Tom consiguió un empleo como chófer del Alto Comisionado Australiano y toda la familia se mudó a una casa de campo en unos terrenos de propiedad gubernamental en Kensington.
Esto supuso un cambio significativo en las circunstancias socioeconómicas de la familia Allen, entre cuyos nuevos vecinos se encontraba la familia de joyeros De Beers. Margaret Thatcher y Edward Heath eran visitantes habituales del Alto Comisionado y Thatcher conoció de pasada al padre de Allen.
Allen asistió a la Central Foundation Grammar School de Old Street y fue descrito como inteligente, bueno en francés, matemáticas y dibujo. Allen era un chico tímido, parecía joven para su edad y no era de los que se escapaban de casa.

## Desaparición
El 5 de noviembre de 1979, Allen volvió a casa del colegio en el metro de Londres. Su intención era ir a ver a su hermano mayor, Bob, que vivía cerca de Holloway Road, pero antes tenía que ir a casa para recoger algo de dinero. Sobre las 15:50 horas, se despidió de algunos amigos del colegio en la estación de King's Cross y salió en dirección al andén de la línea Piccadilly para volver a casa. Los primeros informes afirman que éste fue el último avistamiento confirmado de Allen. Informes posteriores afirman que llegó a casa sobre las 17 horas, como atestiguó su hermano Kevin, pero volvió a salir directamente.
Allen no llegó a la residencia de Bob. La familia no se alarmó de que no volviera a casa esa noche, ya que supusieron que se había quedado con Bob cuando se hizo demasiado tarde. Tras pasar el día siguiente sin saber nada de Allen, su madre llamó a Bob a las 19 horas; había pensado que Martin se había ido a casa debido a los fuegos artificiales de las celebraciones de la Noche de Guy Fawkes. Los padres llamaron al mejor amigo de Allen, Robert, quien les dijo que Martin no había ido al colegio. Los padres llamaron entonces a la Policía Metropolitana.

## Investigación inicial
Cuando se denunció la desaparición de Allen, se puso en marcha una operación policial a gran escala, apoyada por una campaña en los medios de comunicación, que no logró localizarlo. La policía registró durante nueve horas el dormitorio de Allen en la casa de campo familiar, pero no encontró ninguna huella dactilar. Tras un llamamiento televisado cinco semanas después de la desaparición de Allen, un testigo varón denunció haber visto a un hombre que acompañaba a un niño actuando de forma sospechosa en la estación de Gloucester Road a las 16:15, aproximadamente media hora después de que Martin desapareciera.
El testigo informó de que el hombre estaba de pie con el brazo alrededor del hombro del niño, que se parecía a Allen. El chico parecía angustiado y ambos parecían nerviosos cuando subieron al tren. El testigo vio al hombre pinchar al chico por la espalda y le oyó decirle que no intentara huir cuando salieron del tren en la estación de Earl's Court. El testigo describió al hombre como de 1,80 m, de unos 30 años, bien formado, con el pelo y el bigote muy rubios y vestido con chaqueta y pantalones vaqueros.
El esfuerzo por identificar al hombre se describió en su momento como la mayor búsqueda casa por casa jamás realizada en Londres. Incluyó una visita a todas las propiedades de Earl's Court, la publicación de una impresión artística y la amplia difusión de fotografías de retrato robot. Los investigadores eliminaron a 200 posibles sospechosos, hablaron con 50 000 personas y recogieron 600 declaraciones durante la investigación. Nunca se descubrió la identidad del hombre.
Jeffrey, el hermano de Allen, afirmó que, en las primeras fases de la investigación policial, el detective a cargo había dicho a la familia Allen que había "gente de alto rango implicada" y que debían dejar de hablar y "no seguir adelante porque alguien saldría herido".

## Acontecimientos posteriores
En 1998 se informó que la policía de Liverpool, siguiendo una pista anónima, había descubierto un "santuario" dedicado a Allen en casa de un presunto pedófilo. Este extraño suceso suscitó un breve resurgimiento del interés por el caso, pero no se obtuvieron nuevas pistas. En 2009, la policía comunicó a los hermanos de Allen, Kevin y Jeffrey, que los archivos de la investigación se habían destruido en una inundación. Ese mismo año, los padres de Allen reconocieron que no tenían esperanzas de volver a verle con vida, pues creían que había sido secuestrado; declararon su deseo simplemente de saber qué había ocurrido y por qué. Tom Allen murió en 2012.

## Investigaciones posteriores
Tras haber sido cerrado en la década de 1980, el caso Allen se reabrió en 2009 a la luz de nueva información. El agente que dirigió la investigación reactivada admitió que la policía estaba desconcertada por el caso y que, a pesar de una investigación inicial masiva y una buena respuesta del público, tenían pocas pistas. La policía entrevistó dos veces al asesino en serie encarcelado Dennis Nilsen sobre la desaparición de Martin; no se encontraron pruebas de conexión.
En 2012, la policía inició una serie de nuevas investigaciones sobre denuncias de abusos a menores que se remontaban a los treinta años anteriores. Esto incluyó una nueva investigación de las denuncias de abuso infantil sistémico por parte de una presunta red de pedofilia en Elm Guest House durante los años 70 y 80. La ubicación de Elm Guest House, junto con las supuestas actividades de las personas involucradas allí, han llevado a los medios de comunicación a especular que Allen y Vishal Mehrotra fueron abusados y asesinados por pedófilos que operaban allí.
En 2015, los agentes de la Operación Midland entrevistaron a Carl Beech, entonces conocido públicamente con el seudónimo de "Nick", quien afirmó falsamente que vio cómo la red de pedofilia asesinaba a tres niños: uno fue atropellado, otro estrangulado por un diputado conservador y el tercero asesinado delante de un ministro del Gobierno. Beech dijo a la policía que el exdiputado conservador Harvey Proctor había sido responsable de dos de los asesinatos y había estado implicado en el tercero. Proctor negó todas las acusaciones y no reconoció una fotografía E-FIT del niño cuando fue interrogado. Finalmente se demostró que las acusaciones eran falsas y que Beech era un fantasioso. En julio de 2019 fue declarado culpable de delitos relacionados con mentir a la policía y fue encarcelado durante dieciocho años.
En abril de 2015, la policía anunció que se habían redescubierto algunas de las pruebas perdidas. En mayo de 2016, la Operación Malswick sustituyó a la Operación Midland y se formó específicamente para volver a investigar el caso de Allen. La policía interrogó a Sidney Cooke, líder de una banda de pedófilos que fue encarcelado de por vida en 1985.